# David Sinclair (musicien britannique)
Pour les articles homonymes, voir David Sinclair et Sinclair.
David Sinclair est un musicien britannique né le 24 novembre 1947 à Herne Bay, dans le Kent il est surtout connu pour avoir joué les claviers pour le groupe Caravan entre 1968 et 2002. Membre de la scène progressive de Canterbury.

## Biographie
Ayant commencé sa carrière musicale en 1966-67 avec The Wilde Flowers, il a fondé Caravan en 1968 avec son cousin Richard Sinclair (basse / voix), Pye Hastings (guitare / chant) et Richard Coughlan (batterie) et a été dans le groupe pendant 35 ans (jusqu'en 1968-71, 1973-75, 1979-82, 1990-2002). Au cours des trois premiers albums de Caravan, il développa énormément son jeu sur son modèle préféré d'orgue Hammond, le A100, qui culmina dans son travail fulgurant sur ce qui est peut-être leur plus fameux album In the Land of Grey and Pink (1971). "Calyx, The Canterbury Website" se réfère à lui comme "maître du son d'orgue typique de Canterbury". Cependant, à partir du deuxième album, il ajouta également d'autres claviers à sa palette, dont le piano, le clavecin et Mellotron. À son retour à Caravan pour leur cinquième album, For Girls Who Grow Plump In the Night, il a été le pionnier de la Davolisint.
Entre ses séjours chez Caravan, il était membre de Matching Mole (1971-72), Hatfield and the North (1972-73), Polite Force (1976-77) et Camel (1978-1979).
Au début des années 2000, il sort deux albums solo, Full Circle et Into the Sun (2003). Depuis lors, il s'est engagé dans une carrière solo avec des apparitions en concert au Japon et en Angleterre. Une réédition du 30e anniversaire de son album Moon Over Man avec le chanteur Tim Lynk (démos pour un album solo inédit enregistré en 1976-77, initialement publié sur CD par Voiceprint en 1993) est apparue en 2006 (incluant des pistes sonores et bonus améliorées), bien que ceci devrait être remplacé par une nouvelle libération améliorée du même matériau dans un proche avenir.
Deux albums solo, Piano Works 1 (Frozen In Time) et Stream (ce dernier mettant en vedette plusieurs artistes invités de renom) ont été publiés respectivement en 2010 et 2011, mais les problèmes de licence ont jusqu'à présent empêché Stream d'être officiellement publié en dehors du Japon. Cependant, le dernier album solo de Dave Sinclair, The Little Things, a été publié en 2013, la version japonaise étant légèrement différente dans l'emballage et le contenu de la version internationale. En mai 2015, une série de concerts avec le saxophoniste Jimmy Hastings a eu lieu au Japon.

## Discographie
Caravan
- 1969 : Caravan
- 1970 : If I Could Do It All Over Again, I'd Do It All Over You
- 1971 : In the Land of Grey and Pink
- 1973 : For Girls Who Grow Plump in the Night
- 1974 : Caravan and the New Symphonia
- 1975 : Cunning Stunts
- 1980 : The Album
- 1981 : Show of Our Lives
- 1982 : Back to Front
- 1991 : BBC Radio 1 Live in Concert
- 1994 : The Best of Caravan – Canterbury Tales
- 1995 : The Battle of Hastings
- 1998 : Travelling Man
- 1998 : Songs for Oblivion Fishermen
- 1998 : Ether Way
- 1999 : Live: Canterbury Comes to London
- 2000 : All Over You Too
- 2002 : Green Bottles for Marjorie: The Lost BBC Sessions - Réédité en 2004
- 2002 : Live at the Fairfield Halls, 1974 - Enregistré live le 1er septembre 1974
- 2003 : The Unauthorized Breakfast Item - David Sinclair claviers sur Nowhere to Hide
- 2007 : The Show of Our Lives – Caravan at the BBC 1968–1975 - Double album live

Robert Wyatt
- 1970 : The End of an Ear - Dave à l'orgue sur le premier album solo de Robert Wyatt, avec Mark Charig et Elton Dean, etc.

Matching Mole
- 1972 : Matching Mole

Richard Sinclair's Caravan Of Dreams
Extended Play
- 1991 : The Mnemonic Fire Escape EP - Extended Play de 3 chansons : Seulement la première est interprétée par le groupe, Keep On Caring. Les 2 autres sont de Nurse With Wound et The Underworlde respectivement.

Albums
- 1992 : Richard Sinclair's Caravan Of Dreams
- 1993 : An Evening Of Magic

The Polite Force
- 1996 : Canterbury Knights - Enregistré entre 1976 et 1977. - Dave piano électrique sur 7 des 12 pièces de l'album.

Collaborations
- 1978 : Camel : Breathless - Synthétiseur sur You Make Me Smile, piano sur Rainbow's End.

Solo
- 1993 : Moon Over Man
- 2003 : Full Circle
- 2003 : Into the Sun
- 2009 : Treasure Chest
- 2010 : PianoWorks I (Frozen In Time)
- 2011 : Stream - Avec Andrew Latimer, Robert Wyatt, Jimmy Hastings, Annie Haslam, Dave Stewart, etc.
- 2013 : The Little Things